# 信浓肖峭
信浓肖峭（学名：Tetragnatha shinanoesis）为肖峭科肖峭属的动物。在中国大陆，分布于辽宁等地。该物种的模式产地在日本。